# Trophée Camil Gélinas
Die Auszeichnung Eishockeytrainer des Jahres Frankreichs ist eine Eishockeytrophäe der Ligue Magnus, der höchsten französischen Eishockeyspielklasse. Die Trophäe wird seit 2002 an den besten Eishockeytrainer der Ligue Magnus vergeben. Als bislang einziger Trainer konnte Luciano Basile die Trophäe viermal gewinnen.

## Gewinner
| Jahr    | Trainer          | Team                                       |
| ------- | ---------------- | ------------------------------------------ |
| 2023/24 | Luc Tardif       | Marseille HC                               |
| 2022/23 | Eric Blais       | Rapaces de Gap                             |
| 2021/22 | Jonathan Paredes | Hockey Club de Cergy-Pontoise              |
| 2020/21 | Fabrice Lhenry   | Dragons de Rouen                           |
| 2019/20 | Yorick Treille   | Scorpions de Mulhouse                      |
| 2018/19 | Fabrice Lhenry   | Dragons de Rouen                           |
| 2017/18 | Mario Richer     | Gothiques d’Amiens                         |
| 2016/17 | Edo Terglav      | Grenoble Métropole Hockey 38               |
| 2015/16 | Stéphane Barin   | Image Club d’Épinal                        |
| 2014/15 | Luciano Basile   | Gap Hockey Club                            |
| 2013/14 | Jarmo Tolvanen   | Club des Patineurs et Hockeyeurs Dijonnais |
| 2012/13 | Luciano Basile   | Diables Rouges de Briançon                 |
| 2011/12 | Stéphane Gros    | Chamonix Hockey Club                       |
| 2010/11 | Patrick Turcotte | Gap Hockey Club                            |
| 2009/10 | Luciano Basile   | Diables Rouges de Briançon                 |
| 2008/09 | Luciano Basile   | Diables Rouges de Briançon                 |
| 2007/08 | Ari Salo         | Mont-Blanc HC                              |
| 2006/07 | Stéphane Gros    | Pingouins de Morzine-Avoriaz               |
| 2005/06 | Daniel Maric     | Ducs de Dijon                              |
| 2004/05 | Bob Millette     | ASG Tours                                  |
| 2003/04 | Antoine Richer   | Gothiques d’Amiens                         |
| 2002/03 | Dennis Murphy    | Ours de Villard-de-Lans                    |
| 2001/02 | Pekka Laksola    | Reims Champagne Hockey                     |